# Parc provincial sauvage Kakwa
Le parc provincial sauvage Kakwa (Kakwa Wildland Provincial Park) est un parc provincial situé dans les contreforts des Rocheuses en Alberta (Canada), juste à l'est de la frontière avec la Colombie-Britannique.
Avec le parc sauvage Willmore en Alberta et le parc provincial Kakwa en Colombie-Britannique, il forme le parc interprovincial Kakwa-Willmore, le premier entre ces deux provinces,.
Il prend son nom du mot cri kakwa, qui signifie porc-épic.